# إيفان نيفيل
إيفان نيفيل (بالإنجليزية: Ivan Neville)‏ هو كاتب أغاني ومغني أمريكي، ولد في 19 أغسطس 1959 في نيو أورلينز في الولايات المتحدة.

## وصلات خارجية
- إيفان نيفيل على موقع IMDb (الإنجليزية)
- إيفان نيفيل على موقع ميوزك برينز (الإنجليزية)
- إيفان نيفيل على موقع أول موفي (الإنجليزية)
- إيفان نيفيل على موقع أول ميوزيك (الإنجليزية)
- إيفان نيفيل على موقع ديسكوغز (الإنجليزية)
- إيفان نيفيل على موقع قاعدة بيانات الفيلم (الإنجليزية)
- إيفان نيفيل على موقع كينوبويسك (الروسية)